# Asthenes anthoides
Asthenes anthoides là một loài chim trong họ Furnariidae.